# Lycaena cuprotus
Lycaena cuprotus är en fjärilsart som beskrevs av Arthur Sidney Olliff 1886. Lycaena cuprotus ingår i släktet Lycaena och familjen juvelvingar. Inga underarter finns listade i Catalogue of Life.